# El tiempo recobrado (película)
El tiempo recobrado (Le temps retrouvee en francés, título original) es una película francesa dirigida por Raúl Ruiz y protagonizada por John Malkovich, Emmanuelle Béart y Catherine Deneuve. Fue estrenada en 1998 y está basada en el último tomo de la obra de Marcel Proust «En busca del tiempo perdido» (À la recherche du temps perdu, en francés). En el filme Raúl Ruiz trata de recoger la compleja divagación de Proust sobre las personas y acotencimientos que pasaron por su vida durante los años 1920.

## Argumento
En 1922, Marcel Proust, en su lecho de muerte, se dedicó a la observación de fotografías rememorando su vida. Pero, los personajes reales se mezclan con los de la ficción de su novela. Así, gradualmente la ficción vence a la realidad de su obra y discurre frente a sus ojos. De esta manera sus personajes literarios pueblan sus memorias, cobrando vida en el mundo cerrado de su pequeño departamento de la rue en el Hamelin. Los días felices y paraísos perdidos de su niñez alternan con los más recientes recuerdos de su vida social y literaria. El drama de la guerra, examinando de cerca desde el punto de vista de los círculos sociales de la sociedad parisiense, se transforma en una comedia social.
Es tiempo de escribir la palabra: «FIN» y así comienza todo para el narrador, que se dice a sí mismo que la verdadera vida, la única vida realmente vivida, es la literatura.

## Reparto
| Actor               | Personaje interpretado |
| Marcello Mazzarella | Marcel Proust          |
| Catherine Deneuve   | Odette                 |
| John Malkovich      | Charlus                |
| Emmanuelle Beart    | Gilberte               |
| Marie France Pisier | Madame Verdurin        |
| Edith Scob          | Orianne de Guermantes  |
| Arielle Dombasle    | Madame de Farcy        |
| Vincent Perez       | Morel                  |
| Pascal Greggory     | Saint Loup             |
| Elsa Zylbertstein   | Rachel                 |

## Sobre la película
La adaptación de Ruiz es una suerte de contrapunto entre Por el camino de Swann y El tiempo recobrado; el primero y el último de los volúmenes de la extensa novela de Marcel Proust. Por eso en ella se alternan y conviven, muchas veces en un mismo plano-secuencia, los días felices e idos de la niñez de Proust con los recuerdos de la adultez. Cada escena conduce, mediante una asociación sonora, sensorial o simplemente de ideas, a otro tiempo, a otra escena.
El tiempo recobrado es un filme un tanto denso que no intenta seguir una línea argumental. Presenta imágenes montadas expresivamente, transgrediendo permanentemente el tiempo real. Raúl Ruiz logra expresar la concepción no lineal sobre el tiempo, como una fusión del pasado y el presente; la misma que retrató Proust en su novela. La cámara se traslada alrededor de todos esos personajes del pasado, cuyo rescate a través de la memoria es el motor que mueve todo el film. Sin embargo, para que el espectador pueda disfrutar esta construcción narrativa parece obligatorio haber leído el libro de Proust y, además, recordar los personajes para que sea posible captar lo básico.
La película expresa visualización de su yo y la comprensión de la razón de su vida: La literatura. Durante toda la proyección se abren umbrales en la memoria y se reconstruye desde ellos la vida del escritor y su entorno social. Con su espíritu en un estado de hipersensibilidad absoluta, hasta la más insignificante de las exterioridades, sonidos, imágenes o hasta un simple gesto, representa para él un instante significativo que lo traslada al pasado. Así vive sus últimos días experimentando y comprendiendo lo que fue su infancia, su adolescencia, su tiempo de adulto y su proyección en el futuro.